# Michonne
Michonne Hawthorne es un personaje de ficción de la serie de cómics The Walking Dead. El personaje también aparece en las adaptaciones de los medios de la serie, más notablemente el serie de televisión del mismo nombre, en el cual ella es interpretada por Danai Gurira. Armada con una katana y abrigando un pasado misterioso, Michonne es presentada vestida con una capucha y tirando de los grilletes de dos cadáveres reanimados para protección y camuflaje. Los dos caminantes son revelados posteriormente como su novio zombificado y su mejor amigo. Tanto en el cómic como en la serie de televisión, ella tiene un papel prominente en el conflicto entre la ciudad de Woodbury liderada por El Gobernador, y el grupo de prisioneros.
La dirección del personaje se contrasta entre los dos medios (aunque en ambos medios, Michonne se presenta como un extraño que rápidamente demuestra ser un activo valioso). En el cómic, Michonne es abogada y divorciada con dos hijas desaparecidas. Ella forma una relación casual con Tyreese mientras él ya está en una relación con Carol. Su conflicto con El Gobernador es mucho más violento en los cómics, soportando el asalto sexual antes de mutilarlo en venganza. El estado mental de Michonne se deteriora después de muchas pérdidas, acercándola a Rick Grimes, quien comparte un trauma similar. A pesar de encontrar una paz temporal con Ezekiel en El Reino, Michonne huye a Oceanside antes de regresar. Su ausencia fue explorada en una serie de 3 episodios por Telltale Games, explorando su partida y su vida en el mar.
La historia de Michonne está ligeramente alterada en la serie de televisión, teniendo un hijo de tres años llamado André Anthony, mientras que el destino de su novio y amigo sigue siendo el mismo. En la serie de televisión, el trauma y la naturaleza cautelosa de Michonne disminuyen gradualmente a medida que se recupera lentamente y descubre que se está abriendo e invirtiendo en una comunidad del grupo principal de Rick. Su conflicto con El Gobernador está motivado por su intento de matarla después de dejar la ciudad bajo sospecha de que él es peligroso y está tratando de proteger a su amiga, Andrea. Además, su relación con la familia Grimes se explora con más profundidad a medida que empuja a su grupo a luchar por un santuario en Washington, DC. Ella también desarrolla un romance con el protagonista Rick Grimes. En ambos medios, se convierte en agente de policía en la zona segura de Alexandría.
El personaje ha sido elogiado de forma crítica, a menudo considerado como un favorito de los fanes en ambos medios. Michonne fue elegida # 86 en IGN 's Top 100 Heroes del cómic y la actuación de Gurira ha sido bien recibida.

## Cómics

#### Historias Tempranas (2005—08)
Michonne es presentada como una misteriosa mujer armada con una katana. Primero aparece remolcando a dos zombis sin brazos y sin mandíbulas con grilletes y provoca una gran consternación entre el grupo. Ella salva a Otis de los zombis y lo sigue hasta la prisión abandonada donde se encuentra el grupo. Ella inmediatamente se une a Tyreese, reconociéndolo desde sus días en la NFL, y comparte su pasión por el levantamiento de pesas. Duermen juntos, precipitando la ruptura de Tyreese con Carol Peletier; Michonne y Tyreese se convierten en pareja, esto a su vez le cuesta la vida a Carol, quien se suicida tras haber sido decepcionada por Tyreese. Michonne revela algunos detalles de su vida antes del apocalipsis. Ella era una abogada que había terminado recientemente su matrimonio y perdió la custodia de sus hijos. Al principio, parece haber sufrido algún tipo de trauma o enfermedad mental, a menudo manteniendo conversaciones consigo misma o con su novio fallecido, algo de lo cual Andrea se da cuenta por primera vez en la prisión. Michonne más tarde admite a Rick Grimes que tiene conversaciones imaginarias con su novio muerto para evitar que se rompa, y como un mecanismo de defensa para lidiar con los horrores del mundo real. A cambio, Rick le muestra un teléfono rotativo que solía "llamar" a su difunta esposa, Lori.
Michonne se encuentra entre el pequeño grupo enviado a investigar un accidente de helicóptero, y se topan con la ciudad de Woodbury. El Gobernador de Woodbury los traiciona y los captura, y viola violentamente y tortura a Michonne. Pronto se da cuenta de que debe ser tratada de forma más agresiva cuando mata a todos los participantes en un torneo de gladiadores. El grupo escapa, pero Michonne se queda atrás, diciendo que "tiene que encargarse de algunas cosas". Ella mutila al Gobernador antes de regresar a la prisión con el resto del grupo. Cuando el Gobernador toma represalias, Michonne y Tyreese pasan a la ofensiva, intentando la guerra de guerrillas para comprar el tiempo de la prisión para prepararse para el próximo ataque.  En cambio, Michonne se ve obligada a huir después de casi ser capturada, y Tyreese es capturado y utilizado como una herramienta de negociación para entrar en la prisión. Cuando esto falla, el Gobernador decapita a Tyreese con la katana de Michonne. Momentos después, ella regresa y recupera su espada, desapareciendo en el bosque cercano.

#### Post-Prisión (2008—10)
Finalizado el ataque del Gobernador a la prisión en donde muere el mismo Gobernador, Lori Grimes, su bebe Judith, Billy, Hershel, Patricia y Axel Michonne regresó a los restos del lugar y encontró la cabeza zombificada de Hershel en el suelo. Entre lágrimas la chica lo atravesó con su katana para dejarlo descansar en paz y tras darse cuenta de que más personas pudieron sobrevivir a la masacre comenzó a seguir los rastros dejado por sus amigos. Michonne finalmente dio con el paradero de Carl y Rick luego de vagar por el bosque durante varios días y tras rescatar al niño de un zombi ella inició un viaje nuevamente con ellos en busca de los otros. Durante este tiempo ella trató de consolar a Rick por las bajas de sus seres queridos al mismo tiempo que le confesó que ella también mantenía conversaciones con su novio muerto al igual que el lo hacía con Lori y también trato de convencerlo de que no siempre podía tomar las decisiones correctas.
Luego de reunirse con el resto de los sobrevivientes de la prisión en la Granja Greene, Michonne y los otros pronto se enteraron de boca de un pequeño grupo de viajeros (El Sargento Abraham Ford, El Dr. Eugene Porter y Rosita Espinosa) uno de ellos, Eugene les revela que existe un cura y cuya misión llevarlo a Washington DC para proceder en ella y entonces decidieron ponerse en marcha hacia el lugar.
Cuando Rick, Carl y Abraham decidieron ausentarse de la granja por unos días para buscar más armas en el pueblo natal de Rick, Michonne se ofreció a acompañarlos pero el alguacil le dijo que lo mejor sería que se quedase a cuidar a los que no iban con ellos. Michonne demostró ser demasiado útil para el grupo como guardiana y constantemente podía vérsela acabando con los zombis que aparecían esporádicamente. Inclusive Maggie y Glenn declararon que sentían tranquilidad y seguridad cuando ella estaba cerca.
Cuando los cazadores caníbales aterrorizaban a todo el grupo en el viaje a Washington y además le mutilaron la pierna a Dale para comérsela, Michonne ayudó a Rick y a los otros a cobrar venganza por lo sucedido y acabar con los maleantes que intentaban matarlos para comérselos y no demostró remordimiento ni reacción alguna mientras acababa con ellos al filo de su katana.
Durante este tiempo la mujer también comenzó a vincularse sentimentalmente con el nuevo miembro del grupo, Morgan Jones y este empezó a sentirse atraída hacia él, pero decidió no apresurar las cosas debido a que aún estaba dolida por la muerte de Tyreese.

#### Alexandría (2010—12)
Cuando los sobrevivientes encuentran la zona segura de Alexandría, un refugio seguro para los zombis, y piensan que finalmente se les ha dado la oportunidad de descansar, Michonne tiene dificultades para abandonar su espada, como se vio con su enfrentamiento con el residente de Alexandría, Douglas Monroe. Otra residente, Olivia, persuade a Douglas para que permita que Michonne conserve su arma. Michonne se instala en su nuevo "hogar" e incluso cuelga su espada sobre el manto. Ella recuerda todas las formas horribles en que la usó para sobrevivir, y finalmente proclama: "He terminado contigo. Michonne comienza a bajar la guardia, y Rick le pregunta a Douglas si hay un trabajo para ella en la comunidad. Como no hay necesidad de abogados, Douglas recomienda que sea un agente para defender la ley en Alexandría. Michonne asiste a una fiesta de bienvenida celebrada por Douglas en honor a los nuevos residentes de Alejandría, pero es tranquila y reservada durante las festividades. Cuando una de las residentes de Alexandria, Barbara, intenta jugar a ser casamentera entre Michonne y un joven llamado Heath, Michonne se cansa de la conversación entre los asistentes a la fiesta e intenta irse. Bárbara hace un intento bien intencionado para disuadirla, pero se vuelve insistente sobre lo que Michonne querría comer y dice que odiaría cocinar una comida que Michonne no disfrutaba. Michonne chasquea y pregunta si eso es todo de lo que realmente se preocupa calla coléricamente a los invitados. Michonne incómoda, se va. poco después se encuentra a Morgan, que confiesa haber abandonado la fiesta antes, y se compadecen de que no se preocupen por la gente alegre. Michonne admite que su conversación la hizo sentir aún más sola. Ella baja la guardia y apoya la cabeza en el hombro de Morgan. Terminan teniendo relaciones sexuales esa noche, pero Michonne está molesta y desilusionada por la negativa de Morgan a dejar de lado el hecho de que su esposa está muerta y se ha ido.
Michonne termina por enamorarse de Morgan. Los dos finalmente tienen la oportunidad de recuperarse después y ella acepta tomar las cosas con calma y conocerse mejor. Cuando Alexandría es invadida por una masiva horda de zombis Morgan es mordido en el brazo, ella queda devastada cuando lo muerden y le amputan el brazo en un intento por salvarle la vida. Michonne luego se disculpa con un Morgan aparentemente inconsciente. Ella dice que no quiere ser una persona insensible y le pide perdón, solo para darse cuenta de que ya murió.
El grupo se defiende con éxito de un ataque invadido por la horda masiva de caminantes y luego realiza funerales para Morgan y otros amigos caídos. Rick encuentra a Michonne sentada en la tumba de Morgan y dice que habría vivido con Morgan por el resto de su vida. Michonne le pregunta a Rick si esto es divertido, a lo que él responde que todos quieren una relación, y Michonne dice que no cree que alguna vez sea feliz. Michonne ayuda a eliminar la última horda de zombis en Alexandría y Rick se acerca a ella, preguntándole cómo se siente. Michonne responde que se está recuperando, y piensa que es bueno que alguien se preocupe por ella.

#### Guerra contra Negan (2012—14)
Semanas después, mientras exploraban su recorrido habitual por los exteriores de Alexandría, Michonne y Abraham fueron emboscados por un misterioso hombre (Paul "Jesús" Monroe), quien los derribó con facilidad y pidió hablar con Rick para hacerle una propuesta. Después de que Abraham fuera tomado como rehén, Michonne fue la encargada de ir en busca del alguacil para contarle lo que estaba sucediendo, y luego fue una de las primeras en enterarse de que el hombre que los había atacado era el embajador de otra colonia de sobrevivientes llamada Hilltop y que deseaba forjar un pacto de intercambio comercial con ellos. Cuando Rick decidió visitar la Colonia Hilltop, Michonne fue una de las reclutadas por el alguacil para que lo acompañasen a inspeccionar el lugar y entonces se embarcó con él en el viaje. En todo momento Michonne se mostró desconfiada respecto a la nueva comunidad que estaban visitando y además estuvo completamente en contra del trato hecho por Rick sobre mantener dicha colonia a salvo de unos bandidos denominados "Los Salvadores" quienes subyugaban su comunidad a costa de la intimidación pidiéndoles ofrendas semanales con el objetivo de no hacerle daño a nadie de la comunidad ya que anteriormente mataron a varios de la colonia, con el fin de que Hilltop no viva aterrorizada por este grupo de maleantes su líder Gregory quien conversa con Maggie le propone que los aniquilen a cambio de víveres y ropas.
El grupo es atacado por un grupo de salvadores en su camino de regreso a Alexandría, pero el grupo de Rick sale victorioso y mata a todos menos uno de ellos. Rick le recalca para que pueda enviar un mensaje a Negan, diciendo que ahora están protegiendo a Hilltop y que ellos quieren la mitad de los suministros de Negan.
La amenaza de Los Salvadores resultó ser realmente algo que temer, y tras la muerte del Sgto. Abraham Ford a manos de Dwight uno de los secuaces tenientes de Negan, Michonne se ofreció a acompañar a Rick y unos otros a buscar refuerzos en la Colonia Hilltop, esa noche sorprendió al pequeño grupo a mitad del camino, la mujer tomó el primer turno para montar guardia y aprovechó la oportunidad para charlar con Rick, quien le agradeció todo lo que había hecho por ellos desde que se conocieron. Mientras acampaban, Michonne y los otros fueron emboscados por grupo masivo de salvadores y finalmente conocieron al líder de los bandidos, Negan, quien decidió cobrar su venganza en Rick asesinando a uno de sus amigos. Michonne fue una de las candidatas a ser asesinada, pero fue descartada puesto que Negan tenía otros planes para ella, ya que este empezó a rifar a la víctima. La mujer mostró clara antipatía hacia el nuevo enemigo y fue testigo del brutal asesinato de Glenn a manos del mismo.
Todas las acciones del nuevo enemigo terminaron por destrozar las esperanzas de Michonne de vivir en paz y finalmente la mujer le confesó a Rick que no deseaba seguir luchando puesto que ya estaba cansada de que siempre se repita la misma historia. Aprendiendo de su mala experiencia con el Gobernador, la mujer decidió adoptar una actitud pasiva respecto a lo que estaba ocurriendo y apoyó al policía en su postura de rendirse ante las demandas de Negan, Michonne y los demás regresan a Alexandría, para encontrar una batalla que ha tenido lugar entre la Zona segura y los Salvadores, lo que resulta en que el grupo de Rick captura a uno de los hombres de Negan. Rick deja ir al hombre, pero Carl desaparece un poco más tarde y Michonne se une a Rick, Andrea y Jesús en un viaje a la comunidad de Negan, sospechando que los salvadores han secuestrado a Carl.  Después de una breve pelea entre Negan y Rick, se revela que Carl está a salvo y regresan a Alexandría.
Michonne intenta sin éxito seducir a Heath, quien revela que Maggie le contó lo sucedido entre Michonne y Tyreese. Ella se va y le pide a Heath que simule como si el momento nunca hubiera sucedido. Más tarde se ve a Michonne y Carl peleando contra un grupo de caminantes, y Carl se sorprende con uno de ellos, que cae sobre él. Carl dice que es inútil con un solo ojo, pero Michonne le asegura que Rick está bien con una sola mano. Michonne más tarde le dice a Andrea que siente que ya no puede hablar normalmente con nadie, incluido Heath.
Michonne, Rick y muchos otros viajan a una comunidad conocida como "El Reino", donde Rick planea obtener ayuda del Rey Ezekiel para derrotar a Negan. Ella y Ezekiel se involucraron sentimentalmente, a pesar de comenzar con el pie izquierdo. Michonne participa en la guerra contra Negan y los salvadores, que termina en el grupo de Rick emergiendo victorioso y encarcelando a Negan.

## Adaptación de TV

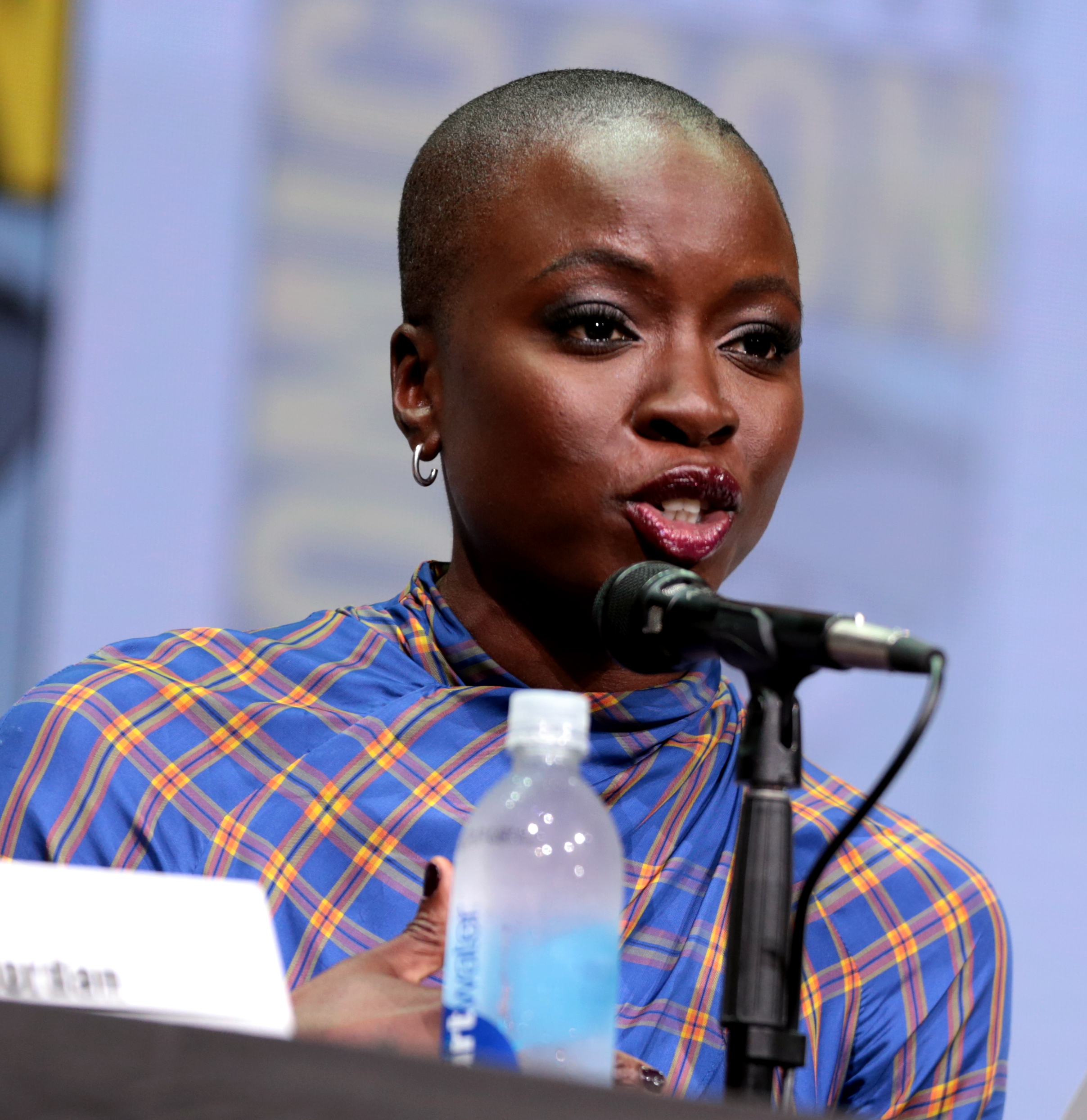
La actriz afroestadounidense Danai Gurira fue elegida para encarnar a la misteriosa guerrera samurai auto-didacta Michonne, a quien encarna hasta la actualidad, siendo uno de los personajes más queridos y elogiados en la serie de televisión

### Segunda temporada (2012)
Michonne hace su primera aparición como una figura encapuchada cerca del final de la segunda temporada, "Beside the Dying Fire" (aunque en ese momento Danai Gurira no había sido elegida para este papel), en la que Andrea estaba siendo abrumada por un caminante, en donde se ve a Michonne decapitándolo con su katana, que tiene el símbolo de una triqueta en el centro del sable.
Al igual que en los cómics, ella está acompañada por dos caminantes encadenados, uno al lado del otro con los brazos y la mandíbula inferior eliminados para evitar que ataquen. Al eliminar su capacidad de comer, Michonne efectivamente domestica a estos caminantes. Michonne ha demostrado usos económicos para sus caminantes mascotas, como usarlos como mulas de carga humana cargando suministros en sus espaldas, así como un camuflaje/repelente, ya que su presencia y aroma engaña a otros caminantes y les hace pensar que los que los acompañan también son caminantes. Michonne luego decapita a los caminantes poco antes de que ella y Andrea sean descubiertas por Merle.

### Tercera temporada (2012—13)
En el episodio "Walk with Me", Michonne y Andrea (Laurie Holden) son tomadas por un grupo dirigido por Merle Dixon (Michael Rooker) de un pueblo cercano llamado Woodbury, dirigido por El Gobernador (David Morrissey). Andrea, después de haber estado gravemente enferma después de pasar ocho meses en el camino, abraza el sentido de comunidad de la ciudad que Michonne resiste, desconfiando de El Gobernador y su liderazgo. En el episodio "Say the Word", Michonne finalmente decide irse sola después de fracasar en convencer a Andrea de que se vaya. En el episodio "Hounded", las sospechas de Michonne sobre la verdadera naturaleza del Gobernador resultan ser ciertas cuando Merle y sus hombres la persiguen bajo las órdenes de matarla. Sin embargo, Michonne mata a dos de los hombres de Merle y escapa. Luego espía a Maggie (Lauren Cohan) y Glenn (Steven Yeun) en una carrera de suministro en un pueblo cercano y escucha instrucciones de cómo llegar a la prisión dónde se están quedando, pero Michonne no puede ponerse en contacto con ellos mientras son emboscados y secuestrados por Merle. Una Michonne herida y debilitada pronto llega a la prisión con la canasta de suministros infantiles de Maggie y Glenn. En el episodio "When the Dead Come Knocking", Michonne es llevada a la prisión, aunque con cautela, por Carl Grimes (Chandler Riggs) y Rick Grimes (Andrew Lincoln), que dirige a Hershel Greene (Scott Wilson) para atender sus heridas. Michonne les informa sobre el secuestro de Glenn y Maggie por parte de Merle, del Gobernador y de Woodbury. En el final de mitad de temporada "Made to Suffer", ella acompaña a Rick, Daryl Dixon (Norman Reedus), sin saber que es el hermano de Merle, y Oscar (Vincent M. Ward) para rescatar a Glenn y Maggie de Woodbury. En el proceso, Daryl es secuestrado. Después de que Glenn y Maggie son rescatados, Michonne se separa del grupo más grande y procede a descubrir la acuariofilia del Gobernador y su hija reanimada, Penny, a quien mata a pesar de sus súplicas de no hacerlo. Ella y el Gobernador se meten en una pelea cuerpo a cuerpo, que ella gana, apuñalándolo en el ojo durante la pelea. La llegada e intervención de Andrea a punta de pistola evita que Michonne mate al Gobernador, y Michonne en cambio se retira. Cuando Michonne regresa al grupo de Rick, cuestionan su fiabilidad después de su desaparición, pero ella responde que la necesitan debido a la pérdida de Daryl.
En el estreno de mitad de temporada "The Suicide King", Rick continúa mostrando desconfianza hacia Michonne, y le dice que será exiliada cuando esté completamente recuperada. En el episodio "Home", Michonne observa a Rick mientras alucina un encuentro con su esposa recientemente fallecida, Lori Grimes (Sarah Wayne Callies). Cuando el Gobernador y sus hombres atacan la prisión, Michonne ayuda a defenderla. En el episodio "I Ain't a Judas", Tras el asalto del Gobernador y con el patio de la prisión infestado de caminantes, Michonne guardó refugio junto a los demás sobrevivientes en el bloque C y estuvo presente durante el debate originado para decidir lo que deberían hacer en adelante. Mientras ejercitaba sus músculos, la mujer recibió además la visita de Merle, quien trató de disculparse con ella por haber intentado asesinarla, pero ésta simplemente se quedó en silencio ante sus palabras, cuando Andrea visitó la prisión para ver a su antiguo grupo y acusó a Michonne de haberla puesto a sus amigos en su contra, la mujer le aclaró que no había hecho tal cosa y en cambió le reveló todas las atrocidades que el Gobernador que había cometido hacia ella y le confesó resentida que la única razón por la que había regresado a Woodbury anteriormente había sido para desenmascarar al hombre y así logra herir a Andrea por haberlo preferido a él antes que a ella. En el episodio "Clear", Rick hace que se una a él y Carl en una carrera de armas hacia la ciudad natal de Rick, donde se une con los dos y finalmente se gana su confianza (Rick le confirma que ella es "uno de nosotros"). Ella le cuenta acerca de sus alucinaciones y le dice que solía hablar con su novio muerto. En el episodio "Arrow on The Doorpost" habiéndose ganado su lugar dentro del grupo, Michonne se quedó en la prisión cuando Rick, Daryl y Hershel se dirigieron a reunirse con el Gobernador para llegar de llegar a un acuerdo diplomático de paz. Mientras esperaba a que sus amigos regresaran, Michonne trató de intervenir en una altercado físico que tuvo entre Glenn y Merle y luego rechazó la propuesta de este último sobre emboscar y asesinar al líder de Woodbury durante la reunión, alegando que tal acción sólo pondría en peligro la misión de Rick. En el episodio "Prey" Michonne es vista en los flashbacks del inicio del episodio, dentro de un oscuro y frío bosque, Andrea y Michonne cenan alrededor de una fogata mientras sus escoltas zombis se inquietan no muy lejos de ellas. Andrea finalmente coge coraje y le pregunta a Michonne sobre sus mascotas, curiosa por saber si las conocía y dónde las había conseguido. Al principio Michonne se incomoda por la pregunta haciendo que su amiga se retracte, pero finalmente contesta que "se lo merecían pues ya no eran humanos". En el episodio "This Sorrowful Life", Rick le revela a Merle que El Gobernador afirmó que abandonaría el grupo de prisioneros si entregaban a Michonne. Merle se encarga de capturarla y entregarla al Gobernador, pero mientras hablan en el auto él tiene dudas y la libera; en lugar de eso embosca al grupo del Gobernador solo y mata a varios de ellos, posteriormente el Gobernador lo encuentra y lo mata. En el final de la temporada "Welcome to The Tombs", tras otro ataque a la prisión Rick, acompañado por Michonne y Daryl, se dispone a localizar al Gobernador. Sin embargo, se encuentran con la escena en la que El Gobernador masacró a sus propias tropas. Una sobreviviente (Karen) (Melissa Ponzio) lleva al grupo de regreso a Woodbury para localizar a Andrea, ya que temen lo peor por su seguridad después de enterarse de que había huido de Woodbury hacía la prisión, pero nunca llegó allí. Se las arreglan para encontrar a Andrea, pero no antes de que ella haya sido mordida por un Milton Mamet (Dallas Roberts), a quien logró matar. Michonne le ofrece quedarse en sus últimos minutos antes de suicidarse para evitar la reanimación, usando una pistola prestada por Rick. Mientras Michonne está con Andrea en la habitación, los demás afuera de la habitación oyen un disparo fuera de la pantalla. Michonne es vista con los ciudadanos restantes de Woodbury y el resto del grupo que regresa a la prisión, ya que también traen el cadáver de Andrea para enterrarla.

### Cuarta temporada (2013—14)
En el estreno de la temporada "30 Days Without an Accident", Michonne regresa a la prisión de su incansable búsqueda del Gobernador, que resultó infructuosa. En el episodio "Infected", Michonne está a punto de volver a su búsqueda, pero intenta volver a entrar cuando se anuncia un ataque de caminantes y se lastima el tobillo, Beth (Emily Kinney) atiende sus heridas, y le pide que vea a la bebé de Rick, Judith; cuando Beth sale de la habitación, Michonne deja de llorar mientras acuna a la bebé. En el episodio "Isolation", ella se ofrece voluntaria para ir con Bob (Lawrence Gilliard Jr.) y Daryl para obtener antibióticos de una facultad de veterinaria para detener una enfermedad mortal que ha estallado entre la población carcelaria y Tyreese (Chad Coleman) se les une antes de que se vayan. En la radio del automóvil, escuchan un mensaje que ofrece un santuario en un lugar llamado Terminus antes de que los caminantes abrumen el automóvil y se vean obligados a huir a pie. En el episodio "Indifference", el grupo obtiene la medicina necesaria de la universidad. Daryl y Tyreese discuten con Michonne que el Gobernador no será encontrado, y que ella es más necesaria en la prisión, y finalmente acepta abandonar su búsqueda.  En el episodio "Internment", Michonne, Daryl. Tyreese y Bob regresan a la prisión con la medicina después de que Rick y Carl defendieron la prisión de una manada de caminantes. Michonne toma los cuerpos para ser quemados fuera del sitio y Hershel decide ir con ella. En el episodio "Dead Weight", se ve a Michonne y Hershel charlando y riendo a lo lejos mientras preparan los cuerpos para quemarlos, sin darse cuenta de que están siendo observados por El Gobernador, que apunta su arma en contra de ellos. En el final de mitad de temporada "Too Far Gone", El Gobernador secuestra a Hershel y Michonne y convence a su nuevo grupo para utilizarlos como rehenes para hacerse cargo de la prisión. En la prisión, el Gobernador toma una caravana bien armada con un tanque y exige que Rick ordene a su grupo que abandone la prisión, usando a Hershel y Michonne como carnada. Rick intenta razonar con El Gobernador con la oferta de vivir juntos pacíficamente, pero El Gobernador lo declara "mentiroso" y decapita a Hershel con la katana de Michonne. El grupo de Rick abre fuego, y Michonne se aleja y se desata. El Gobernador ordena a su grupo matar a todos en la prisión y atacan, derribando las vallas con sus vehículos. Cuando El Gobernador golpea a Rick en la cara y logra dominarlo en la pelea este lo estrangula para llevarlo a la muerte, Michonne interviene en la pelea y lo atraviesa por la espalda con su katana y escapa mientras la prisión se ve abrumada por los caminantes atraídos por el ruido.
En el estreno de mitad de temporada "After", Michonne regresa a la prisión, donde descubre la cabeza reanimada de Hershel. Después de poner su katana en su cabeza como un acto de misericordia, ella toma dos nuevas mascotas caminantes y viaja por el bosque. Mientras duerme, tiene una pesadilla sobre su vida anterior. La pesadilla revela que Michonne vivió una vida cómoda con su novio Mike y su joven hijo Andre antes del apocalipsis. Mientras camina por el bosque, se encuentra con una mujer caminante que se parece inquietantemente a ella. Al darse cuenta de que los caminantes no la atacarán porque creen que ella ya está muerta, Michonne elige abrazar la vida en su lugar y ataca a toda la manada de caminantes. Después de esto, ella tiene un colapso emocional y tiene un breve monólogo dirigiéndose a Mike. Más adelante en el episodio, ella investiga las huellas de Rick y Carl y los sigue hasta una casa en la que se han refugiado, llorando cuando los ve. En el episodio "Claimed", Michonne se une a Carl en una carrera por más suministros en el vecindario y revela más sobre su pasado en un esfuerzo por animarlo. Ella revela que tuvo un hijo de tres años llamado Andre Anthony que murió poco después de que comenzó el brote. Rick, Carl y Michonne se ven obligados a viajar en dirección a un campamento conocido como Terminus porque un grupo de maleantes se inmiscuyen en su casa.  En el episodio "Us", Michonne, Rick y Carl siguen un tren pistas, y se revela que el mismo grupo de bandidos que invadieron el hogar en el que ellos estaban situados los ha estado siguiendo. En el final de la temporada "A", Michonne, Rick y Carl se acercan a Terminus. En la noche son emboscados por el grupo de merodeadores y sostenidos a punta de pistola. Daryl, que viaja con los maleantes merodeadores, intenta razonar con el líder, Joe (Jeff Kober), sin éxito. Joe ordena a su pandilla que mate a Daryl hasta matarlo, antes de decirle a Rick que su grupo violará a Michonne y Carl antes de asesinarlo. Enfurecido cuando Dan (Keith Brooks) trata de violar a Carl, Rick chasquea y mata brutalmente a Joe mordiendo un pedazo de su vena yugular. En la siguiente confusión, Michonne logra agarrar un arma y matar a dos merodeadores. Daryl aprovecha y mata a uno de los maleantes, Dan que intentaba violar a Carl muere apuñalado varias veces por Rick. Con los bandidos merodeadores muertos, la pandilla reunida continúa hacia Terminus. En las afueras de Terminus, Michonne confiesa a Carl los detalles de la muerte de Andre y el razonamiento detrás de mantener dos mascotas caminantes. Al entrar en Terminus y darse cuenta de que es una trampa, Michonne junto con Rick, Carl y Daryl huyen a través de los terrenos, para finalmente ser capturados. Forzado a entrar en un contenedor, el grupo se reúne con Glenn, Maggie, Bob y Sasha, además de encontrarse con el Sargento Abraham Ford , el Dr. Eugene Porter, Rosita Espinosa y Tara Chambler. Michonne está presente cuando la temporada se cierra con Rick pronunciando las palabras: "... están jodiendo con la gente equivocada".

### Quinta Temporada (2014—15)
En el estreno de la quinta temporada  "No Sanctuary" Michonne y los demás logran escapar de Terminus y se reúnen con Carol, Tyreese y Judith. En el episodio "Strangers", mientras el grupo continúa viajando Michonne ofrece sacar a un caminante cercano solo para darse cuenta de que su espada fue dejada atrás en Terminus y la mata con un arma en su lugar. Mientras viajan, se encuentran a un sacerdote llamado Gabriel Stokes (Seth Gilliam) a quienes desconfían de él pero les da cobijo en su iglesia. Abraham intenta insistir en que viajen a Washington D.C. donde puedan curar el brote, pero Michonne le insiste para que encuentren suministros primero. Más tarde, Gabriel lleva a Rick, Michonne, Bob y Sasha a una tienda para encontrar provisiones donde Michonne revela que la espada no era suya, pero la encontró y confiesa que extraña a Andrea y Hershel, pero no a la espada.
En el episodio "Four Walls and a Roof",el grupo se refugia en la iglesia mientras son perseguidos por los últimos miembros canibalistas de Terminus. El grupo de Rick los toma cautivos y ganan la partida y Michonne ayuda a matar a Gareth y los demás. Ella descubre que una miembro del grupo de Terminus que ella mato ha estado manteniendo su katana, que ella recupera. En el episodio "Crossed", el grupo se entera de que Beth sigue viva y de que está cautiva en un hospital de Atlanta, por lo que Rick lidera un equipo para rescatarla, dejando a Michonne, Carl y Judith. en la iglesia. En el final de mitad de temporada "Coda", Michonne ayuda a defenderse contra una manada de caminantes que atacan, pero la iglesia es rápidamente invadida. Son salvados por la llegada oportuna de Glenn, Maggie, Abraham, Tara y los demás, y deciden ayudar a Rick en Atlanta. Al llegar al hospital, Michonne y los demás presenciaron cómo Daryl sacaba el cadáver de Beth del edificio.
En el estreno de mitad de temporada "What Happened and What's Going On", Michonne empuja la idea de ir a Washington, D.C. a pesar de que la comunidad de Noah (Tyler James Williams) es invadida en Richmond, Virginia. Más tarde, Tyreese es mordido en el brazo por el hermano menor zombificado de Noah y Michonne se ve obligada a amputar su brazo, pero muere debido a la pérdida de sangre y la infección. En el episodio "Them", Michonne muestra preocupación por Sasha diciéndole que no ceda a la ira como Tyreese por sus pérdidas recientes, pero Sasha luego rompe la formación en silencio empujando a los caminantes y ella decide atacarlos. Michonne le reprocha por su acto y Sasha se va irritada. El grupo camina penosamente a lo largo de sesenta millas hasta DC, ya que enfrentan una lluvia torrencial en el proceso. En el episodio "The Distance", Maggie y Sasha presentan a Aaron (Ross Marquand) al grupo, el se revela al grupo como un reclutador de un refugio seguro, Alexandria, y pero el grupo lo enmarroca, debido a la desconfianza previa hacia comunidades como Terminus y Woodbury.). Rick inicialmente decide no correr el riesgo, lo que lleva a Michonne a intervenir y desafiar su decisión. Ella argumenta que el grupo debe darle a Aaron una oportunidad por el bien de la supervivencia, convenciendo con éxito a Rick para que cambie de opinión.  El grupo llega a las puertas de Alexandría al día siguiente. Rick escucha a los niños riéndose dentro de las paredes de la comunidad, y Michonne sonríe, sabiendo que han tomado la decisión correcta. En el episodio "Forget", Michonne ha cambiado su ropa habitual por un uniforme de policía. Deanna explica a Rick y Michonne que sus funciones básicas como agentes de policía son mantener la paz y establecer un sentido de civilización dentro de los muros de Alexandría. Deanna invita a todo el grupo a una fiesta de bienvenida en su casa y Michonne asiste a regañadientes. Abraham la encuentra afuera por sí misma, y los dos tienen una charla sobre cómo adaptarse a sus nuevas vidas. Más tarde, se ve a Michonne colgando su espada en el manto de la chimenea de una de las casas de Alexandria, aunque no parece contenta de hacerlo. En el episodio "Try", Rosita le dice a Michonne que Sasha ha desaparecido de su puesto en la torre de vigilancia, preocupadas, se aventuran fuera de las paredes para buscarla donde platican sobre lo distinto que se siente estar afuera, ahora que tienen un hogar. Hallan a varios caminantes abatidos y se dan cuenta de que Sasha los está cazando activamente. Logran rastrearla y la ayudan a eliminar un gran paquete de caminantes. Sasha revela su culpa por haberle dicho a Noah que no sobreviviría. En el final de temporada "Conquer", Rick le admite a Michonne que él y Carol robaron armas de la armería e intentaron devolver la pistola, aunque Michonne dice que ella no lo habría detenido y que noqueó a Rick para protegerlo a él y a no Alexandría. También le dice a Rick que está segura de que pueden encontrar una manera de integrarse con Alexandria, pero aun así lo seguirá aunque no puedan. En la asamblea de la ciudad, Michonne es una de las personas que hablan en defensa de Rick, aparece Rick en la asamblea y quedaron como testigos ver a Rick, cargando a un caminante muerto, que entró porque Gabriel dejó la puerta abierta y se dirige a Alejandría y cómo no están listos para sobrevivir y les mostrará cómo luchar para sobrevivir. Pete llega, borracho y enfadado, durante la reunión con la katana de Michonne, empeñado en asesinar a Rick, y Michonne lo atestigua matando a Reg, Rick mata a Pete, justo a la llegada de Daryl, Aaron y Morgan. Más tarde se ve a Michonne contemplando montar su katana en la pared, pero finalmente decide cargarla.

### Sexta Temporada (2015—16)
En el estreno de la temporada "First Time Again", el grupo descubre una enorme manada de errantes atrapados dentro de una cantera no muy lejos de Alexandría. Deciden utilizar la manada como una oportunidad de aprendizaje y también eliminan la amenaza antes de que se convierta en un problema más adelante. Mientras intentan alejar a la manada de las paredes, Michonne, Rick, Morgan y algunos otros oyen el sonido de un cuerno de Alexandría. El ruido atrae la atención de los caminantes y la manada comienza a dirigirse hacia las paredes. Morgan es enviado por delante de los demás para averiguar qué está causando el ruido. Rick decide separarse para atraer a más caminantes en otra dirección, dándole a Michonne y Glenn la tarea de asegurar que lleven a los demás a Alexandría y descubran qué está pasando. En el episodio "Thank You", Michonne, Glenn y Heath luchan para mantenerse por delante de la manada y mantener vivos a los demás. Glenn se separa del grupo y solo Michonne y Heath regresan a Alexandría con vida. En el episodio "Now", Michonne informa a Maggie que no está segura de lo que le pasó a Glenn, pero que enviaría una señal si estaba vivo. Rick también regresa a Alexandría, pero ha sido seguido por una manada caminante y este apenas regresa a los muros de Alexandría mientras Michonne ayuda a cerrar las puertas. Con los caminantes reunidos fuera de las paredes, el grupo debe decidir cómo abordar el problema mientras espera que Glenn, Daryl, Sasha y Abraham regresen. Rick y Michonne aprenden más sobre lo que sucedió cuando los Lobos atacaron, y Carol les informa que Morgan permitió que escaparan varios de los Lobos (que luego fueron asesinados por Rick). En el episodio "Heads Up", Cuando Morgan le platica a Michonne sobre lo que el mantiene su creencia de que "toda vida es preciosa" y Michonne sostiene que la vida ya no es tan simple como cuatro palabras. En el episodio final de mitad de temporada "Start to Finish", la manada finalmente rompe las paredes de Alexandra después de derribar la torre de guardia. Michonne, Rick y Deanna huyen hacia las casas, pero Deanna es golpeada y cae sobre una hoja de sierra, causando una [herida mortal] a su lado. Rick, Michonne, Deanna, Gabriel, Jessie, Carl y otros logran entrar a una casa y luchan por evitar que los caminantes entren en el lugar. Michonne se ocupa de la herida de Deanna, solo para descubrir que fue mordida por un caminante en el torso. Al darse cuenta de que su final está cerca, Deanna y Michonne se unen mientras esperan a la manada. Michonne afirma que cree que los nuevos planes que Deanna trazó para Alexandria todavía pueden funcionar y Deanna la alienta a encontrar su propia respuesta para lo que significa la supervivencia para ella. Michonne admite que no está segura, pero luego promete que lo resolverá. Los caminantes finalmente irrumpen en la casa y el grupo se ve obligado a moverse rápidamente y dejar a una moribunda Deanna. Michonne pasa unos últimos minutos con ella, ofreciéndose a acostarla antes de que se convierta, pero Deanna insiste en terminar su propia vida con un arma. Deanna dice a los caminantes: "Váyanse al infierno" y Michonne se va. Rick elabora un plan para que el grupo se cubra con las tripas de dos caminantes que han matado, lo que les permite moverse fuera de la casa sin ser detectados por los caminantes. Sin embargo, el hijo de Jessie, asustado por la situación, comienza a llamar a su madre cuando el grupo se une y se mueve a través de la manada.
En el estreno de mitad de temporada "No Way Out" Jessie y sus hijos son devorados por los caminantes. Michonne se ve obligada a apuñalar a Ron, quien dispara a Carl en el ojo. Rick y Michonne llevan a un mal herido Carl a la enfermería y ayudan a los residentes sobrevivientes a sacar a la manada de Alexandria. en "The Next World" Han pasado dos meses después de la purga caminante, Alexandria se está reconstruyendo y las cosas han regresado más o menos a la normalidad. Después de compartir un momento sincero con Carl, Michonne se da cuenta de lo que desea en su vida. Esa noche, ella y Rick se besan y tienen relaciones sexuales, comenzando una relación romántica. En el episodio "Knots Untie", mientras Jesús espera que Michonne y Rick se vistan, los demás entran corriendo a la casa después de que se les advierte que el prisionero había escapado. Michonne y Rick salen de la habitación y les aseguran que Jesús solo quiere hablar. Michonne está presente cuando Jesús le dice al grupo que él es parte de una comunidad llamada Hilltop. Se ofrece a llevarlos allí para demostrar que está diciendo la verdad, el grupo llega exitosamente a la colonia Hilltop en donde pide una audiencia con Gregory el líder de la comunidad, afuera, Michonne atrapa a Gregory después de que Ethan lo apuñala dejándolo herido, ella intenta intervenir mientras Rick lucha con Ethan, que termina con Rick apuñalando en la garganta y matándolo. Crystal corre y le da un puñetazo en la cara, y Michonne la agarra rápidamente y la empuja al suelo, se revela que Ethan y los demás fueron ordenados por los salvadores para que maten a Gregory como una "advertencia" a la comunidad, ya que tenían cautivo a Craig el hermano de Ethan y si no cumplían con las órdenes lo mataban, poco después hacen un trato con Gregory de eliminar a un grupo de saqueadores llamados "Los Salvadores", liderados por Negan, quien los intimida a cambio de sus suministros, el grupo accede en eliminar a esa amenaza a cambio de la mitad de sus suministros. En el episodio "Not Tomorrow Yet", Michonne está presente cuando Andy dibuja un mapa del interior y el exterior del recinto de los Salvadores, al día siguiente, el grupo se detiene en la carretera. Michonne y Rick van juntos a inspeccionar el área cercana para eliminar a los caminantes que rodeaban la zona, en la noche, cuando uno de los guardias les regresa a Craig, Michonne lo apuñala por el pecho y Daryl mata a otro y el grupo entra en el complejo. Se ve a Michonne vigilando cuando Rick entra en uno de los dormitorios y mata a un Salvador dormido, una vez que se ha activado la alarma, Michonne está con Rick y Daryl disparando a los Salvadores. Cuando termina la redada, el grupo emerge del edificio. Michonne le pregunta a Rick sobre cuál de los hombres que mataron fue Negan. Ella está presente cuando una mujer en el walkie-talkie revela que tienen como rehenes a Carol y Maggie. En "The Same Boat" Michonne se ve al final del episodio cuando el grupo se reúne con Carol y Maggie, quienes logran liberarse de sus captores. En el episodio "East" Michonne aparece en la cama con Rick, se sienta y le dice a Rick que Maggie quiere ayuda para reforzar la seguridad, ya que está preocupada por un ataque salvador. Rick le asegura que podrán manejar a los Salvadores, más tarde Michonne se une con Glenn y Rosita, para seguir a Daryl quien desea vengarse de Dwight por haber matado a Denise y poco después Michonne, Rosita y Glenn son capturados por un grupo de salvadores dirigidos por Dwight, Daryl poco después se une a la captura. En el final de temporada "Last Day on Earth" Michonne es sacada de la camioneta junto con Daryl, Glenn y Rosita y los salvadores los pone de rodillas en línea con Rick, Abraham, Sasha, Eugene, Aaron, Carl y una enferma Maggie quienes fueron capturados por Simon. Negan se manifiesta y les otorga un discurso al grupo sobre como tienen que ser las cosas, con un bate de béisbol con lengüetas de púas apodado "Lucille" empieza a señalar a Michonne y los demás durante su juego de sorteos cantando "Eeny, Meenie, Miney, Moe" "Detín, marín, dedó, pingüé" en inglés. Cuando Negan termina su sorteo se estaciona en su víctima impactando con Lucille en la cabeza de alguien del grupo que no se deja ver en la pantalla, dejando su estado de supervivencia desconocido.

### Séptima Temporada (2016—17)
En el estreno de la temporada, "The Day Will Come When You Won't Be", Michonne es testigo de la muerte de los miembros del grupo Abraham y Glenn. Luego la retienen a punta de pistola, junto con el resto del grupo, mientras Negan le ordena a Rick que corte el brazo izquierdo de Carl para eliminar la última desobediencia de Rick. Michonne le dice a Negan que ahora entienden, pero Negan le dice que es Rick quien no entiende. Afortunadamente, Negan detiene a Rick, ya que todo fue una prueba para quebrantar su voluntad, lo cual es exitoso. Sasha luego ayuda a llevar a una quebrantada Maggie al médico en Hilltop después de que Negan y su gente se van. Michonne va con un devastado Rick y los demás en el RV.
En "Service", se muestra a Michonne caminando fuera de Alexandria con un rifle que escondió en la casa antes de la llegada de los salvadores, se le muestra practicando su puntería disparando a un caminante con el rifle para prepararse para la pelea que siente que se avecina. Cuando ella regresa, Rick dice que necesita el rifle, ya que los Salvadores quieren todas sus armas. Michonne no quiere que su comunidad entregue sus armas, pero finalmente se la entrega. Más tarde, Rick le cuenta que su antiguo compañero y amigo es el verdadero padre de Judith, y que tuvo que aceptarlo para criarla y mantenerla con vida como su propia hija. Señalando que esta es su vida ahora y él tuvo que aceptarlo como ella lo hace. En "Go Getters" Michonne aparece con Rick y Aaron mientras van en una carrera de suministros para los salvadores, Carl se niega a unirse a ellos. Rick le dice a Michonne que se dirigen hacia el norte para la carrera de suministros, dándole un inter-comunicador en caso de que cambie de opinión. Se besan y se van por caminos separados. Carl confronta a Michonne acerca de sus planes para tratar con Negan, piensa que Rick está equivocado al servirle y que deberían pelear, pero Michonne dice que no está segura de qué pensar y se va. Michonne luego reaparece en "Sing Me a Song", donde se la ve caminando silbando para atraer a los caminantes. Luego los mata y arrastra sus cuerpos hacia una pila. Esto hace que una salvadora deje de conducir y observe la pila, lo que permite que Michonne la tome como rehén y le exija que la lleve a Negan. En el final de mitad de temporada, "Hearts Still Beating", se muestra a Michonne intentando hablar con la salvadora, quien permanece en silencio. Llegan fuera del Santuario y Michonne se da cuenta del poder y el alcance de los Salvadores, elimina a la salvadora de un disparo en la cabeza. Más tarde regresa a Alexandría para saber que los Salvadores mataron a Spencer y Olivia y tomaron como rehén a Eugene, ella encuentra a Rick en la celda que Morgan construyó y trata de convencerlo de que son combatientes y que, a pesar del poder de Negan, pueden encontrar una manera de ganar. Rick está de acuerdo, habiendo visto los costos de la subyugación y los dos se reúnen con Maggie y Daryl en Hilltop (junto con Carl, Rosita y Tara) mientras el grupo se marcha para planificar su próximo movimiento contra los salvadores.
En el estreno de mitad de temporada "Rock in the Road", Michonne es parte del grupo que se reúne con Rick y Jesús al Reino para obtener su ayuda, mediante una audiencia con el Rey Ezekiel. Cuando esto falla, se encuentran con explosivos cableados, colocados por los Salvadores, para disuadir a las manadas de caminantes. Michonne ayuda a Rick a robarlos y le dice que pueden ganar, solo para poner una sonrisa en su rostro, el episodio termina con el grupo capturado por un grupo desconocido de sobrevivientes, lo que hace que Rick sonría ante el descubrimiento de un potencial aliado. En "New Best Friends", Michonne con Rick y los demás confrontan a los carroñeros un grupo liderado por Jadis quienes les proponen unirse en la guerra contra los salvadores. Cuando se prueba a Rick al enfrentar a un caminante blindado, Michonne ayuda a aconsejarle sobre cómo matarlo. Más tarde, le da las gracias por regalarle una escultura de gato de metal que encontró. En "Say Yes", Michonne sale a buscar a Rick para encontrar las armas que necesitan. Disfrutan de su tiempo juntos y finalmente logran descubrir una feria forjada con soldados reanimados. Se topan con una gran cantidad de alimentos envasados y discuten su futuro después de eliminar a dos salvadores. Al día siguiente, sus planes fracasan y son rápidamente atacados por una horda de caminantes. En un momento dado, aparentemente matan a Rick y Michonne entra en un estado catatónico, casi permitiéndose que la maten antes de que se revele que Rick está bien y logran ganar. Michonne más tarde le confiesa a Rick que no puede soportar la idea de perderlo, pero acepta que ella se hará cargo si él muere en la próxima pelea. "Something They Need", después de que Tara le cuenta a Rick sobre el arsenal en Oceanside, llevan a un grupo de alexandrinos a la comunidad distante. Michonne se une a ellos para adquirir las armas y la gente para ganar la guerra contra los Salvadores. Rick ayuda a Michonne a trepar a un árbol y le pregunta si ella es buena, ella responde que es lo suficientemente buena. Cuando Michonne estaba a punto de disparar a Natania quien tenía como rehén a Tara, Cyndie logra neutralizarla. Michonne le advierte a Rick que los caminantes se acercan, el grupo de Rick y las mujeres de Oceanside trabajan juntos y eliminan a los caminantes y el grupo logra su objetivo con las de Oceaneside pero una enojada Natania acepta en darles las armas y rechaza en que su comunidad vaya a la guerra, a altas horas de la noche el grupo regresa a Alexandría y Rosita les abre la puerta, ella los lleva a la celda de la cárcel, donde Dwight está esperando. Rick y Michonne retienen a Daryl cuando quería matarlo, momentos después Dwight revela que quiere ayudarlos. En el final de la temporada "The First Day of the Rest of Your Life",  Rick y su grupo son traicionados por Jadis y los carroñeros, y se revela que Sasha ha muerto, ya que Negan la saca del ataúd zombificada y durante la guerra Michonne. Michonne participa en la batalla que sigue, pero está gravemente herida y esta batalla casi le cuesta la vida. Luego se la ve descansando en la cama, con Rick a su lado.

### Octava Temporada (2017—18)
En el estreno de la temporada "Mercy", se ve a Michonne dándole un beso de despedida a Rick cuando él y la milicia se van para un ataque al Santuario. Ella y Carl se quedan atrás. Mientras observan la procesión de vehículos, Michonne le dice a Carl que este es su espectáculo; y que la seguridad de Alexandría está en sus manos.

## Desarrollo
Su primera aparición en el final de temporada de la temporada 2 de la serie de televisión fue solo un cameo y fue interpretada por un suplente. 
El productor Frank Darabont declaró en una entrevista con Fearnet en 2011 que Michonne aparecería en la tercera temporada del programa. Después de que Darabont fuera despedido, se especuló que esos planes podrían haber cambiado. Sin embargo, en una entrevista con The Watercooler a fines de enero de 2012, Gale Anne Hurd confirmó que Michonne aparecería en temporadas futuras.
El nombre de Danai Gurira fue oficialmente anunciado, durante un episodio de  Talking Dead , como el de la actriz elegida para encarnar a Michonne. Durante una entrevista con The Hollywood Reporter, Kirkman fue citado diciendo que "hay mucho en ese papel, y Danai, más que cualquier otra actriz, nos mostró que podía exhibir esa fuerza y mostrar lo intenso que es. personaje que ella podría ser y, al mismo tiempo, tener ese núcleo emocional y ser capaz de mostrar una vulnerabilidad en cierta medida que no vemos mucho pero definitivamente está ahí ". Él agregó, "Ella realmente era el paquete completo, y creo que ella hará un muy buen trabajo".

Danai más tarde comentó sobre la implementación de los rasgos de su contraparte del cómic.  
 "Estaba tratando de investigar realmente a un personaje y le permití tener la mayor cantidad de dimensión posible y abrirlo aún más. Lo que ves a través de la escritura y la visión del creador , le agregas llenando tu humanidad y profundizando en los antecedentes del personaje y sus motivos y miedos, todas esas cosas pueden hacer que un personaje multidimensional cobre vida. Así es como he sido entrenado desde el principio y cómo lo hice. He creado personajes en el pasado en el escenario o a través de mi dramaturgia. Planeo traer todo eso a la mesa para permitir que Michonne sea lo más rica y compleja posible. Estoy emocionada de darle vida como alguien que realmente tiene mucha vida y mucha complejidad".

## Recepción
Michonne fue votada # 86 en IGN Top 100 Heroes del cómic. Con respecto a la interpretación televisiva del personaje, su expresión ceñuda, naturaleza reservada y "Magical Negro" las cualidades han sido muy discutidas por los revisores. La naturaleza única e independiente de Michonne ha sido elogiada, y un sitio web comentó: "Se podría argumentar que ningún personaje es tan independiente como Michonne". Sin embargo, otros criticaron la falta de desarrollo de Michonne en el programa, y escribieron que "se estaba hundiendo rápidamente en el tropo de la "mujer negra fuerte". Se la agredía y maltrataba constantemente con aparentemente poca preocupación por su bienestar".
Joel Murray de Rolling Stone clasificó a Michonne en primer lugar en una lista de los 30 mejores personajes de Walking Dead, diciendo: "Ella sobrevivió sola durante meses, descubriendo cómo prosperar en el desierto bajo las circunstancias más duras. Sin embargo, ella también se adaptó bien para vivir en grupo, e incluso ha comenzado a aprovechar su pasado pre-apocalíptico como madre y académica para comenzar a pensar en la mejor forma de reconstruir la sociedad. Salvaje cuando tiene que serlo, tierna y afectuosa con sus amigos y amantes, a la vez tiernos y mortales, este personaje (cortesía de la actuación extraordinaria de Danai Gurira) representa esta serie en su mejor momento. Michonne no ha perdido el contacto con su humanidad. Y ella es una emoción para ver en una juerga asesina".